# Черново (Дмитровский район)
Черново — бывшая деревня в Дмитровском районе Московской области, исчезнувшая в результате Польско-литовского нашествия. Сейчас область частной жилой застройки на окраине города Дмитрова.

## Расположение
Деревня расположена на северо-восточной окраине Дмитрова, на речке Матусовке. Ближайшие населённые пункты — Микрорайон ДЗФС на севере и деревня Игнатовка на северо-востоке. Находится у дороги Ковригинское шоссе.

## История
Деревня Черново упоминается в Писцовом описании 1627/29 года как пустоши Игнатьево-Черново. Данные деревни исчезли во время Польско-Литовского нашествия.
Вторую жизнь бывшая деревня получает в 30-х годах XX века при индустриализации. При строительстве и расширении Дмитровского завода фрезерных станков вновь застраивается частными домами данная территория. Возможно, некоторые частные дома были до постройки завода.
Бывшая деревня становится северо-западной частью Финского посёлка.

### Новейшая история
В 2014 году начало строительства церкви Всемилостивого спаса возле Черново. В 2017 году окончание строительства. С церковью бывшая деревня получает статус села.

## Улицы
В настоящее время сложно определить точное расположение первоначального поселения. Скорее всего, центром деревни был сохранившийся на речке пруд. Сейчас это частный сектор с улицами:1-й Ковригинский проезд, 2-й Ковригинский проезд, также часть 1-й Заречной, 2-й Заречной и Кольцевой улиц.

## Местность
По названию деревни назван Троицко-Чёрный лес, сейчас парк «Сосновый бор», примыкающий к жилому сектору бывшей деревни.
В центре располагается пруд, через который ранее протекала речка Матусовка.